# Allein unter Töchtern
Allein unter Töchtern ist ein deutscher Fernsehfilm aus dem Jahr 2007 mit Hannes Jaenicke in der Hauptrolle. Die Komödie wurde am 16. Oktober 2007 erstmals auf Sat.1 ausgestrahlt und hatte bislang vier Fortsetzungen.

## Handlung
Als ihre Mutter bei einem Unfall stirbt, übernimmt die 17-jährige Jessy die Verantwortung für sich und ihre zwei jüngeren Schwestern. Eines Tages steht ihr Vater Harald vor der Tür, ein kampferprobter Ex-Bundeswehr-Soldat, der einst für Kampfeinsätze Frau und Kinder verließ. Den eigenen Kommandostil gewöhnt, fällt es ihm schwer, seine neue Rolle als Hausmann und Vater dreier Töchter wahrzunehmen und sich in die Gefühlswelt der Mädchen hineinzuversetzen. Die Kinder setzen zunächst alles daran, den Vater wieder loszuwerden, diesem wiederum gefällt es gar nicht, dass seine Älteste mit dem Klassenschwarm Sascha anbandelt.

## Ausstrahlung in Deutschland
Die deutsche Free-TV Premiere erfolgte am 16. Oktober 2007 zur Primetime auf Sat.1. Den Film verfolgten insgesamt 3,94 Millionen Zuschauer bei einem Marktanteil von 12,6 Prozent. Der Marktanteil in der werberelevanten Zielgruppe lag bei 15,1 Prozent durch 1,96 Millionen Zuschauer.
Der Film zog bislang vier Fortsetzungen nach sich: Allein unter Schülern (2009), Allein unter Müttern (2011), Allein unter Nachbarn (2012) und Allein unter Ärzten (2014).

## Kritik
„Turbulente (Fernseh-)Familienkomödie, in deren Verlauf die beiden charakterlich gar nicht so unterschiedlichen Kontrahenten einander zu akzeptieren lernen.“

„Die Jungdarstellerinnen machen ihre Sache prima, das Skript aber ist flach. – Ordentlicher Einsatz, allein die Basis fehlt.“